# Alexander MacG
Alexander MacG (* 7. Februar 1965 in Heidelberg als Alexander Gäfe) ist ein deutscher Produzent von Werbefilmen, Musikvideos und Dokumentarfilmen.

## Leben
Alexander Gäfe gründete 1994 in Hamburg die Multiversum Media Lab GmbH. Nach seinem Ausstieg aus diesem Unternehmen übersiedelte er 1996 nach Berlin und gründete die 702 Media GmbH, die 2002 abgewickelt wurde.
2019 produzierte er die Dokumentation Ice of Chernobyl, die auf Prime Video abrufbar war. Dort berichtet die Regisseurin Maryna Dymshyts über einen mehrtägigen illegalen Aufenthalt auf dem Gelände des havarierten Kernkraftwerks Tschernobyl.

## Filmografie (Auswahl)
Produzent Musikvideos
- 1999: Oli.P So bist Du
- 1999: In-Mood feat. Juliette The Last Unicorn
- 1999: Dungeon Keeper Hinter diesen Mauern
- 2011: Kada Love Rock Bitch

Produzent
- 2019: Ice of Chernobyl